# Работнически вестник
 Тази статия е за софийския вестник.  За солунския вижте Работнически вестник (солунски вестник).  
„Работнически вестник“ е български социалистически и комунистически вестник, излизал от 1897 до 1937 година.
Създаден е на 5 септември 1897 г. с решение на IV конгрес на БРСДП. Инициативата е на Георги Кирков. Излиза първоначално в Казанлък и Стара Загора, а от 1900 г. - и в София.
От 1904 г. е орган на БРСДП (т.с.) и на ОРСС. След Септемврийското въстание в 1923 година излиза нелегално във Виена, после се прехвърля в България.
На вестника сътрудничат Димитър Благоев, Георги Кирков, Георги Димитров, Жеко Димитров, Христо Кабакчиев, Васил Коларов.
През 1938 г. ЦК на БКП (т.с.) взема решение партиен орган да бъде само вестник „Работническо дело“. Това решение е във връзка със сливането на нелегалната БКП с легалната БРП.
„Работнически вестник“ излиза само още веднъж през 1939 г.